# Горско-Дюлево
Горско-Дюлево (болг. Горско Дюлево) — село в Болгарии. Находится в Кырджалийской области, входит в общину Момчилград. Население составляет 65 человек.

## Политическая ситуация
В местном кметстве Горско-Дюлево, в состав которого входит Горско-Дюлево, должность кмета (старосты) исполняет Ахмед Мехмед Юсуф (Движение за права и свободы (ДПС)) по результатам выборов.
Кмет (мэр) общины Момчилград — Ердинч Исмаил Хайрула (Движение за права и свободы (ДПС)) по результатам выборов.